# نبرد (فیلم ۲۰۱۰)
نبرد (انگلیسی: Rann) یک فیلم به کارگردانی رام گوپال وارما است که در سال ۲۰۱۰ منتشر شد. از بازیگران آن می‌توان به آمیتاب باچان و سودیپ اشاره کرد.